# Jan Wacławek
Jan Wacławek (* 13. července 1954, Bystřice) je duchovní Slezské církve evangelické augsburského vyznání a její emeritní biskup.
Studia teologie na Slovenské evangelické bohoslovecké fakultě v Bratislavě dokončil v roce 1978 a poté byl 13. srpna 1978 uveden do úřadu duchovního SCEAV. V letech 1980–1983 pracoval jako vikář farního sboru v Orlové a následně až do roku 1989 byl jeho administrátorem. V roce 1990 začal působit v Návsí, kde se v roce 1993 stal pastorem sboru. V letech 1993–1998 byl také seniorem Horního seniorátu SCEAV a od roku 1998 pak seniorem Jablunkovského seniorátu. V letech 2000–2010 vykonával rovněž funkci předsedy představenstva Slezské diakonie. V roce 2006 se stal členem církevní rady SCEAV a náměstkem jejího biskupa, po uplynutí funkčního období biskupa Piętaka v březnu 2011 byl až do svého zvolení biskupem 14. října 2011 pověřen výkonem práv a povinností biskupa. Úřad biskupa zastával jedno šestileté funkční období. V letech 2017–2019 byl administrátorem sboru v Hrádku; od roku 2020 je administrátorem sboru v Bystřici.
Dříve působil také jako externí vyučující dogmatiky na Pedagogické fakultě Ostravské univerzity v Ostravě.
Je ženatý a má dva syny. Píše a překládá duchovní poezii.